# Archonte
Pour le taxon (obsolète) de mammifères, voir Archonta et Archonte (gnose).
« Archonte » redirige ici. Ne pas confondre avec Archon.

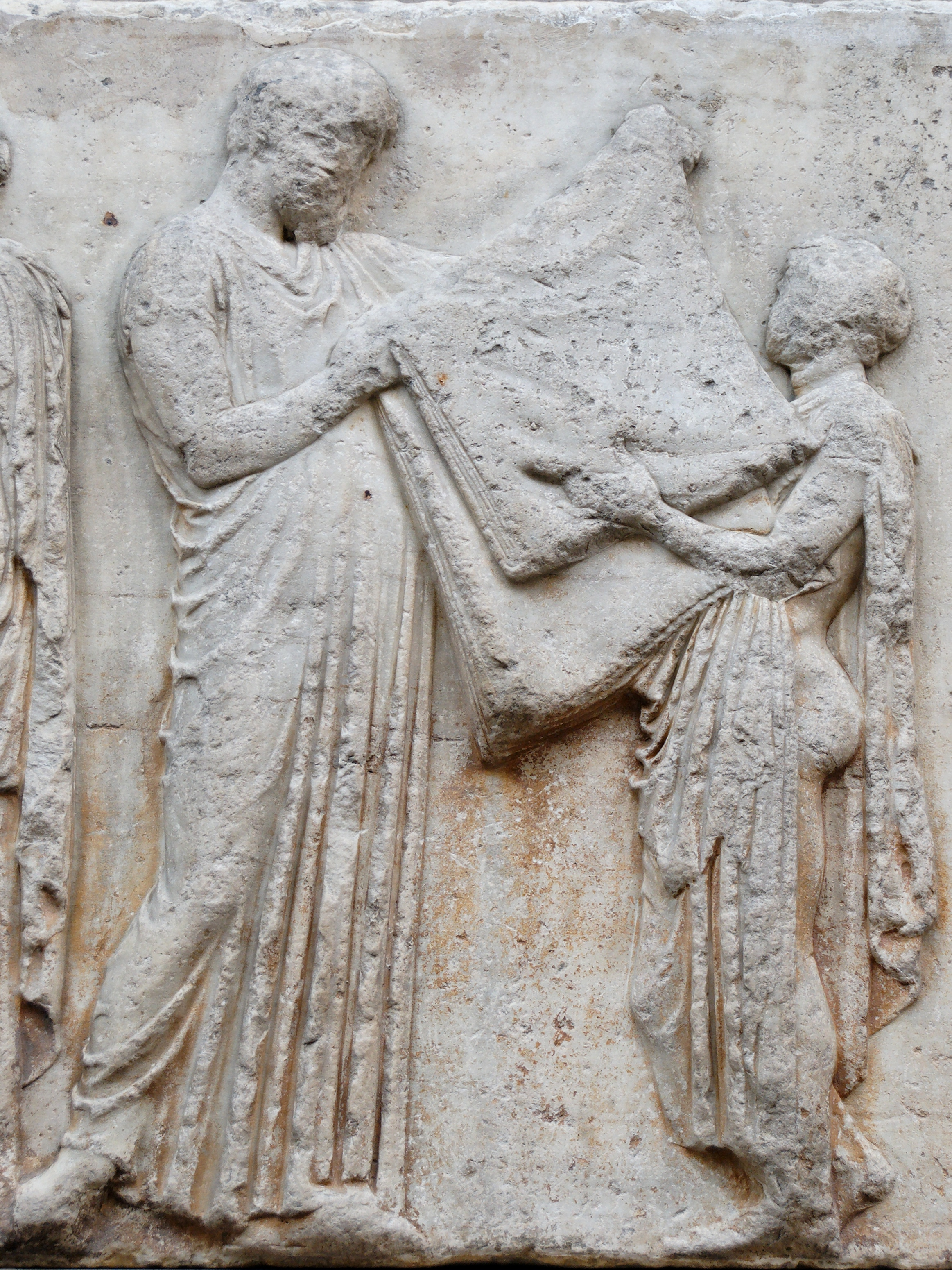
Un homme barbu (probablement l'archonte-roi) reçoit de la part d'un enfant (probablement un garçon) une étoffe pliée (probablement le péplos sacré d'Athéna). Plaque V (fig. 34-35) de la frise Est du Parthénon, vers 447-433 av. J.-C.

Dans la Grèce antique, les archontes (en grec ancien ἄρχοντες / árkhontes, de ἄρχω / árkhô, « commander, être le chef ») sont des dirigeants politiques, présents dans la plupart des cités grecques. Dans l'Empire byzantin, ce titre revêt une charge administrative différente selon l'époque. Pour les rares femmes ayant occupé cette fonction, on dira une archontesse.

## Grèce antique
À Athènes, au Ve siècle av. J.-C., les dix archontes élisent les héliastes par tirage au sort sur la place Ardettos. Aristote explique qu'au début de la vie d'Athènes (dans les temps mythiques des Codrides), les premiers archontes étaient le roi et le polémarque, puis l'archonte éponyme :
- L'archonte éponyme (ἄρχων ἐπώνυμος / árkhôn epốnumos, ou ὁ ἄρχων / ho árkhôn), littéralement « l'archonte », sans autre précision : il était chargé de l'administration civile et de la juridiction publique. Il était le tuteur des veuves et des orphelins et surveillait les litiges familiaux. Il s'occupait aussi du théâtre en nommant les mécènes et les vainqueurs de tétralogies. Il donnait son nom à l'année de son archontat[3].
- L'archonte-roi (ἄρχων βασιλεὺς / árkhôn basileùs) : il était chargé des affaires d'homicide et des crimes d'impiété. Il lançait les interdits religieux et devait être obligatoirement marié. Il préside les cérémonies religieuses.
- Le polémarque (ἄρχων πολέμαρχος / árkhôn polémarkhos) : il était chargé des affaires militaires. Avec l'importance croissante des stratèges, l'archonte polémarque perdit peu à peu de son importance. L'archonte polémarque Callimaque, par exemple, fut positionné sur l'aile droite de l'armée grecque à la bataille de Marathon, probablement à titre honorifique, tandis que le stratège Miltiade commandait l'armée.

L'archonte-Roi est la magistrature héritière de la royauté et était donc initialement une fonction à vie. Elle sera par suite réduite à 10 ans, puis à un an. Les deux autres magistratures étaient quant à elles d'un an. À une date inconnue, les trois archontes se voient secondés par six thesmothètes, qui sont les gardiens de la législation, ce qui porte le nombre d'archontes à neuf. Enfin, Clisthène ajouta un secrétaire, chargé de rédiger les avis des neuf autres archontes. Dès lors, leur nombre est de dix, comme pour les autres magistratures athéniennes. Avec ce système, seules les catégories les plus aisées étaient représentées.

## Empire byzantin
Dans l'empire byzantin, le terme archonte peut avoir trois significations :
- Lors de la fondation de Constantinople, l'archonte de l'antique Byzance devient l'archonte-proconsul de la nouvelle capitale, durant le IVe siècle ; le premier est Tetitius Facundus en 336 et le dernier Thémistius en 358-359[5].
- Il peut également désigner un personnage puissant, détenteur d'une forme d'autorité publique. Certains subordonnés de hauts fonctionnaires ou officiers sont désignés par le terme archonte.
- Au sens technique, un archonte est un gouverneur, un administrateur. Les listes de préséances et les sceaux font connaître des archontes provinciaux (de Crète, Chypre, Dalmatie) au IXe siècle, et des archontes de villes, plus tard aux Xe – XIIe siècles (Claudioupolis, Chrysopolis, Athènes, etc.)

La dignité de Grand archonte (megas archon) est créée par Théodore II Lascaris à l'époque de l'Empire de Nicée. Constantin Margaritès en est le premier détenteur (parmi les récipiendaires importants, on peut noter Maroulès). Originellement, il semble qu'il dirige l'escorte impériale, probablement au sein du palais. En campagne, c'est l'archonte de l’allagion qui s'en charge. Cependant, le titre de grand archonte devient rapidement dénué de toute fonction particulière et devient donc une simple dignité honorifique,. 

## En grec moderne
En grec moderne, « archonte » est un terme polysémique pouvant signifier « maître », « chef », « patron » et désigner tout autre détenteur d'une autorité laïque. Par ailleurs, un « archonte du patriarcat œcuménique » est un titre honorifique conféré par le patriarche de Constantinople.